# Ángel Ramos Fernández
Ángel Ramos Fernández (Nalda, La Rioja, 2 de agosto de 1926-Madrid, 2 de enero de 1998) fue un ingeniero de montes español. Académico de la Real Academia de Ciencias Exactas, Físicas y Naturales.

## Biografía
Nació en la localidad riojana de Nalda (1926). Hijo del farmacéutico y naturista Abel Ramos Escudero, quien fue también catedrático de Historia Natural en los institutos de Torrelavega y Santa Clara (Santander). Comenzó el bachillerato en el Instituto Santa Clara (1937), que concluyó —tras la interrupción provocada por la Guerra civil— en 1943, tras realizar el Examen de Estado en Valladolid, con Premio Extraordinario. Tras tres años de preparación, ingresó y se licenció en la Escuela Técnica Superior de Ingenieros de Montes de la Universidad Politécnica de Madrid (1946-1951), con el número cinco de su promoción.
Ingresó como funcionario en el Cuerpo de Ingenieros de Montes de Zaragoza (1951). Ese año solicitó su admisión en el Opus Dei, dedicándose a diversas labores organizativas, entre las que se encontraba el Instituto Tajamar; se restableció de una enfermedad pulmonar en un sanatorio de la sierra madrileña, donde perfecciona su inglés. Trece años después (1964) obtuvo el título de Doctor Ingeniero en Montes (6 de febrero), y en octubre de 1971 consiguió por oposición, la titularidad de la cátedra de Planificación y Proyectos en la Escuela Técnica Superior de Ingenieros de Montes de la Universidad Politécnica de Madrid.Comprometido con el prudente uso de los recursos naturales, estudió la identificación y evaluación del impacto ambiental producido por la actividad humana, la planificación física con base ecológica, la evaluación de alternativas y modelos para la integración de los aspectos ecológicos y socioeconómicos en la ordenación territorial, la ordenación del paisaje natural y la recuperación de espacios degradados.
En 1972 colaboró en el Programa Biológico Internacional de la UNESCO y formaba parte del comité editor de las publicaciones Landscape and Urban Planning (Elsevier, Ámsterdam) y Landscape Ecoloy.
También colaboró con Nueva Revista de Política, Cultura y Arte, desde los inicios de la publicación (febrero de 1990).
Falleció en Madrid, el 2 de enero de 1998.

## Academias a las que perteneció
- Miembro de la Real Academia de Ciencias Exactas, Físicas y Naturales. Fue elegido académico (1990), e ingresó (1994) con el discurso ¿Por qué la conservación de la naturaleza?.[2]
- Miembro de la Real Academia de Ingeniería de España (1994).[6]

## Publicaciones
- Valoración del paisaje natural (1969)
- Check Sheets de los Parques Nacionales de Covadonga y Ordesa (1972)
- Estudio ecológico de la subregión de Madrid (1973-74)
- Análisis de sistemas integrados en el medio rural y en los espacios naturales (1976-79)
- Estudio integral aplicado a la ordenación del territorio en la provincia de Santander (1976-80)
- General Landscape Concept. Abuja, Nigeria (1982)
- Mapas temáticos de la vegetación y usos del suelo de la provincia de Madrid (1982-83)
- Evaluación de los recursos subyacentes en las masas forestales españolas de especies autóctonas (1986-87)
- Diseño de una metodología dirigida a la evaluación, en un contexto ecológico y paisajístico, del potencial turístico recreativo de las márgenes y cursos fluviales (1986-88)
- Esquema metodológico integrado para la planificación, localización y ejecución de actividades forestales (1987-88)
- Evaluación del impacto ambiental de las repoblaciones forestales (1987-88).
- Planificación física y ecológica (Madrid, EMESA, 1979)
- Guía para la elaboración de estudios del medio físico: Contenido y metodología (CEOTMA-MOPU, 1984)
- Diccionario de la Naturaleza. Hombre, Ecología y Paisaje (Espasa-Calpe, (1988)
- Arid and semiarid zones in the Mediterranean áreas (Elsevier, Amsterdam, 1990)